# Winterville (Karolina Północna)
Winterville – miasto w Stanach Zjednoczonych, w stanie Karolina Północna, w hrabstwie Pitt.